# تئوداهاد
تئوداهاد (زادهٔ پیرامون ۴۸۰ - مرگ دسامبر ۵۳۶) پادشاه اوستروگوت‌تبار ایتالیا از ۵۳۴ تا ۵۳۵ به‌طور مشترک با آمالاسونتا و پس از برکناری او به‌تنهایی از ۵۳۵ تا ۵۳۶ بود. قتل آمالاسونتا سبب شد تا امپراتوری بیزانس به بهانهٔ خونخواهی ملکه به ایتالیا حمله کند.

## زندگینامه
تئوداهاد فرزند آمالافریدا از پدری نامعلوم و خواهرزادهٔ تئودوریک کبیر، پادشاه اوستروگوتی ایتالیا بود. پس از مرگ تئودریک در سال ۵۲۶، دخترش آمالاسونتا، به‌عنوان نایب‌السلطنهٔ پسر ۱۰ ساله‌اش آتالاریک که جانشین پدربزرگش تئودریک شده‌بود قدرت را در دست گرفت. آمالاسونتا که خود به‌خوبی آموزش دیده بود از هنر و ادبیات حمایت می‌کرد و سیاستی دوستانه در ارتباط با امپراتوری بیزانس داشت. تمایل او به آموزش پسرش به شیوهٔ رومی با اعتراض شدید بسیاری از نجیب‌زادگان اوستروگوتی روبه‌رو شد و این موضوع او را بیشتر به سمت ژوستینین یکم، امپراتور بیزانس سوق داد. آمالاسونتا در سال ۵۳۳ با موفقیت توطئه‌ای علیه خود را خنثی کرده و سه نفر از نجبایی که مشکوک به شرکت در این توطئه بودند را اعدام کرد.
با مرگ آتالاریک در اکتبر ۵۳۴، آمالاسونتا که اینک شهبانوی ایتالیا شده بود به منظور تحکیم موقعیت خود از پسرعمه‌اش تئوداهاد برای فرمانروایی مشترک با او به‌عنوان پادشاه دعوت نمود. تئوداهاد این دعوت را پذیرفت با وجود این هنوز قدرت واقعی در دستان آمالاسونتا قرار داشت. با بالاگرفتن دشمنی‌ها علیه سیاست‌های آمالاسونتا، تئوداهاد که خود نیز تحت تأثیر مخالفان قرار گرفته بود در سال ۵۳۵ فرمان به دستگیری و تبعید ملکه به جزیره‌ای در دریاچه بولسنا در نزدیکی اورویتو در توسکانی داد. آمالاسونتا در سال ۵۳۴ و در وان حمامش به قتل رسید. او را افرادی از بستگان نجیب‌زادگان اعدام‌شده پس از توطئهٔ ۵۳۳ خفه کرده بودند و گفته می‌شود که تئوداهاد نیز در این کار دست داشت.
مرگ آمالاسونتا، فرصتی را برای ژوستینین یکم فراهم آورد تا به بهانهٔ خونخواهی ملکهٔ مقتول، ارتش امپراتوری بیزانس را به فرماندهی بلیساریوس روانهٔ ایتالیا کند. بلیساریوس با موفقیت سیسیل و ناپل را فتح کرد و در اواخر سال ۵۳۶ به سوی رم لشکر کشید. ارتش وحشت‌زده گوت‌ها که در باتلاق‌های پونتینه گرد هم آمده بود در همان سال تئوداهاد را از قدرت خلع و ویتیگیز را جانشین او ساختند. تئوداهاد به سمت راونا گریخت اما سرانجام دستگیر و در ویا فلامینیا به‌دست یکی از گوت‌ها کشته‌شد.